# Красный Цвет
Красный Цвет — деревня в Москаленском районе Омской области России. Входит в состав Тумановского сельского поселения.

## История
Основана в 1924 г. В 1928 г. коммуна Красный Цвет состояла из 1 хозяйства, основное население — русские. В составе Кувшиновского сельсовета Москаленского района Омского округа Сибирского края.
В соответствии с Законом Омской области от 30 июля 2004 года № 548-ОЗ «О границах и статусе муниципальных образований Омской области» деревня вошла в состав образованного муниципального образования «Тумановское сельское поселение».

## География
Красный Цвет находится на юго-западе центральной части региона, в пределах Ишимской равнины, являющейся частью Западно-Сибирской равнины.

## Население
| 1926 | 2010 |
| ---- | ---- |
| 28   | ↗162 |

Гендерный состав
По данным Всероссийской переписи населения 2010 года в гендерной структуре населения из 162 человек мужчин — 79, женщин — 83	(48,8 и 51,2 % соответственно)
Национальный состав
В 1928 г. основное население — русские.
Согласно результатам переписи 2002 года, в национальной структуре населения русские составляли 78 % от общей численности населения в 159 чел..

## Инфраструктура
Личное подсобное хозяйство.

## Транспорт
Просёлочные дороги.